# Вулиця Галицької Армії
Вулиця Галицької Армії — вулиця у Галицькому районі міста Львова, у місцевості Вулька. Пролягає півколом від вулиці Героїв Майдану, межує з Парком культури та відпочинку імені Богдана Хмельницького.

## Історія
Вулиця виникла наприкінці XIX століття, на землях, що належали віце-президентові апеляційного суду Яну Дилевському. Не пізніше 1903 року зафіксовано її першу офіційну назву — Кадетська Бічна. Не пізніше 1913 року її перейменували на вулицю Гербуртів, на честь шляхетської родини Гербуртів. Під час німецької окупації, з листопада 1941 року по липень 1944 року вулиця мала назву Майєнштрассе. Після війни вулиці на деякий час повернули її довоєнну назву Гербуртів, проте вже у 1945 році вона її перейменували на вулицю Глінки, на честь російського композитора Михайла Глінки.
Вулиця Глінки входила до переліку з 53-х вулиць Львівської МТГ, які під час процесу дерусифікації заплановано перейменувати. В онлайн-голосуванні, яке тривало з 8 по 21 червня 2022 року на сайті Львівської міської ради, найбільше респондентів проголосувало за пропозицію перейменування вулиці на пошану Мирослава Скорика — українського композитора і музикознавця. Врешті-решт, сучасну назву — Галицької Армії вулиця отримала рішенням виконавчого комітету Львівської міської ради від 18 серпня 2022 року.

## Забудова
Забудова вулиці почалася у 1903 році. У першій третині XX століття вулиця вважалася однією з найпрестижніших для проживання. Після Другої світової війни та встановлення у Львові радянської влади на вулиці проживали представники місцевого партійного керівництва, тому в'їзд на вулицю був заборонений. Зокрема, у будинку № 7 була резиденція першого секретаря обкому КПУ, у будинку № 9 зупинялися високопоставлені посадовці, які приїжджали до Львова.
Будинки № 1, 2, 3, 3б, 5, 6, 7, 9, 10, 12 — яскравий приклад віллової забудови Львова в часи модернізму. Будинки внесені до Переліку пам'яток архітектури та містобудування м. Львова як пам'ятки місцевого значення.
Під № 1а — вілла, що відрізняється шпильчастою вежею, зведена у 1903—1904 роках у стилі неоготики за проєктом архітектора Ґраціана Яворського для Яна Дилевського. Будівництво здійснювала фірма Альфреда Захаревича і Юзефа Сосновського, у процесі зведення будинку використовувалися залізо-бетонні системи французького інженера Франсуа Еннебіка. У 1930-х роках будинок придбав педагог Мечислав Кістрин, який заснував тут приватну гімназію імені Генрика Йордана (пол. Prywatne Gimnazjum Humanistyczne im. Henryka Jordana). У 1950-х роках тут містилася середня школа № 2 із російською мовою навчання, пізніше — відділення інституту «Гіпроград», за часів незалежності у будинку розташовується Дитяча художня школа імені Олекси Новаківського.
Під № 3 — вілла зведена у 1923 році у стилі неокласицизму за проєктом Євгенія Червінського, належав інженерові Владиславу Матцке.
Під № 3б — вілла зведена у 1929 році за проєктом Михайла Маковича-молодшого, належав належала родині Курилло, одним з найвідоміших представників якої був професор Львівської Політехніки Адам Курилло, який мешкав у цьому будинку до самої смерті.
Під № 5 — вілла зведена у романтичному стилі, також за проєктом Ґраціана Яворського у 1903—1904 роках, однак деякі джерела називають автором проєкту Артура Шлеєна. Фасад будинку прикрашений скульптурою фантастичної істоти, яку деякі автори називають хімерою, ймовірний автор — скульптор Францішек Томаш Бєрнат. Будинок належав родині Стефановичів, відомим представником якої був художник Антоній Стефанович. У 1939—1941 роках у цьому будинку мешкав професор Казимир Бартель, один з засновників Львівської математичної школи, колишній прем'єр-міністр Польщі. У 1941—1943 році віллу зайняв начальник львівського гестапо Карл Ебергард Шенгарт.
Під № 7 — вілла, зведена у 1903—1909 роках у романтичному стилі, за проєктом архітектора Артура Шлеєна, для Александра Маццукато, видавця та власника книжкового магазину. Фасад будинку прикрашений скульптурою фантастичної істоти, яку деякі автори називають хімерою, ймовірний автор — скульптор Францішек Томаш Бєрнат. У 1939—1941 роках тут мешкав Микита Хрущов, тоді — перший секретар Компартії України. За незалежної України тут та в сусідній віллі під № 9 міститься готель «Замок Лева».
Парний бік вулиці забудовувався у 1930-х роках у стилі популярного тоді функціоналізму. Будинок № 2 зведений, ймовірно, за проектом Петра Тарнавецького і належав професору Львівської Політехніки Віктору Якубу. У 1930-х роках у будинку розташовувалося консульство Іспанії, після 1939 року — Німеччини.
Під № 12 — вілла збудована в кінці 1930 року для Адольфа Фінкельштейна. У віллі присутня стильова орієнтація на стрімлайн, про що свідчить скруглений кут будинку і вікна-ілюмінатори. Будинок розташований при роздоріжжі двох вулиць. Вхід до вілли повернутий до вулиці Галицької Армії, а тильна частина виходить на вулицю Героїв Майдану. Усі гострі кути будинку простягнулися вздовж вулиці Галицької Армії, скруглена частина будинку, де розташований хол, зосереджена на розі вулиць Галицької Армії та Героїв Майдану. У 2021 році в межах програми «100 років модернізму у Львові» Бюро спадщини ознакувало будинок № 12 інформаційною табличкою.

Світлини вуличної забудови
Будинок № 1
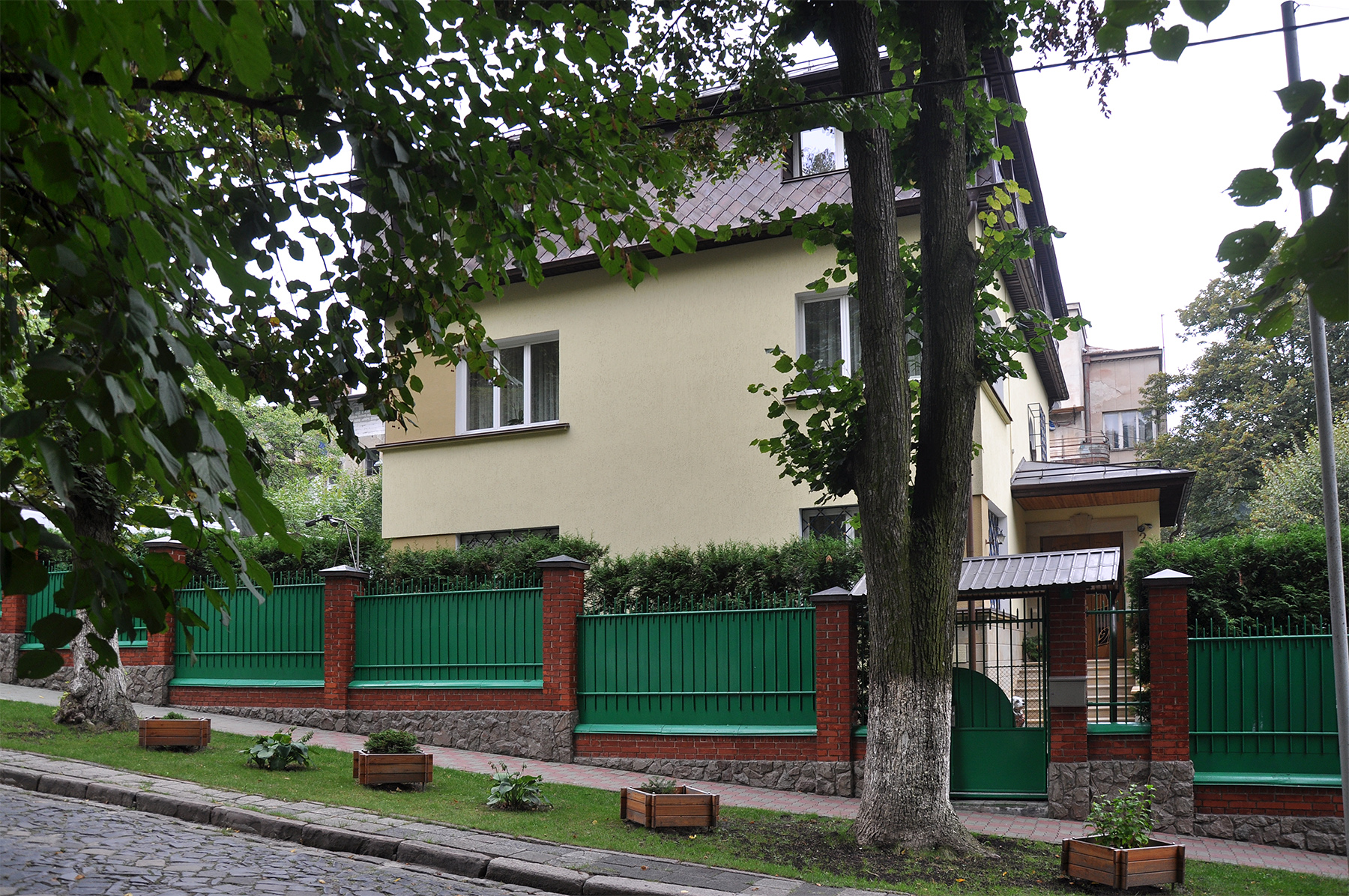
Будинок № 2
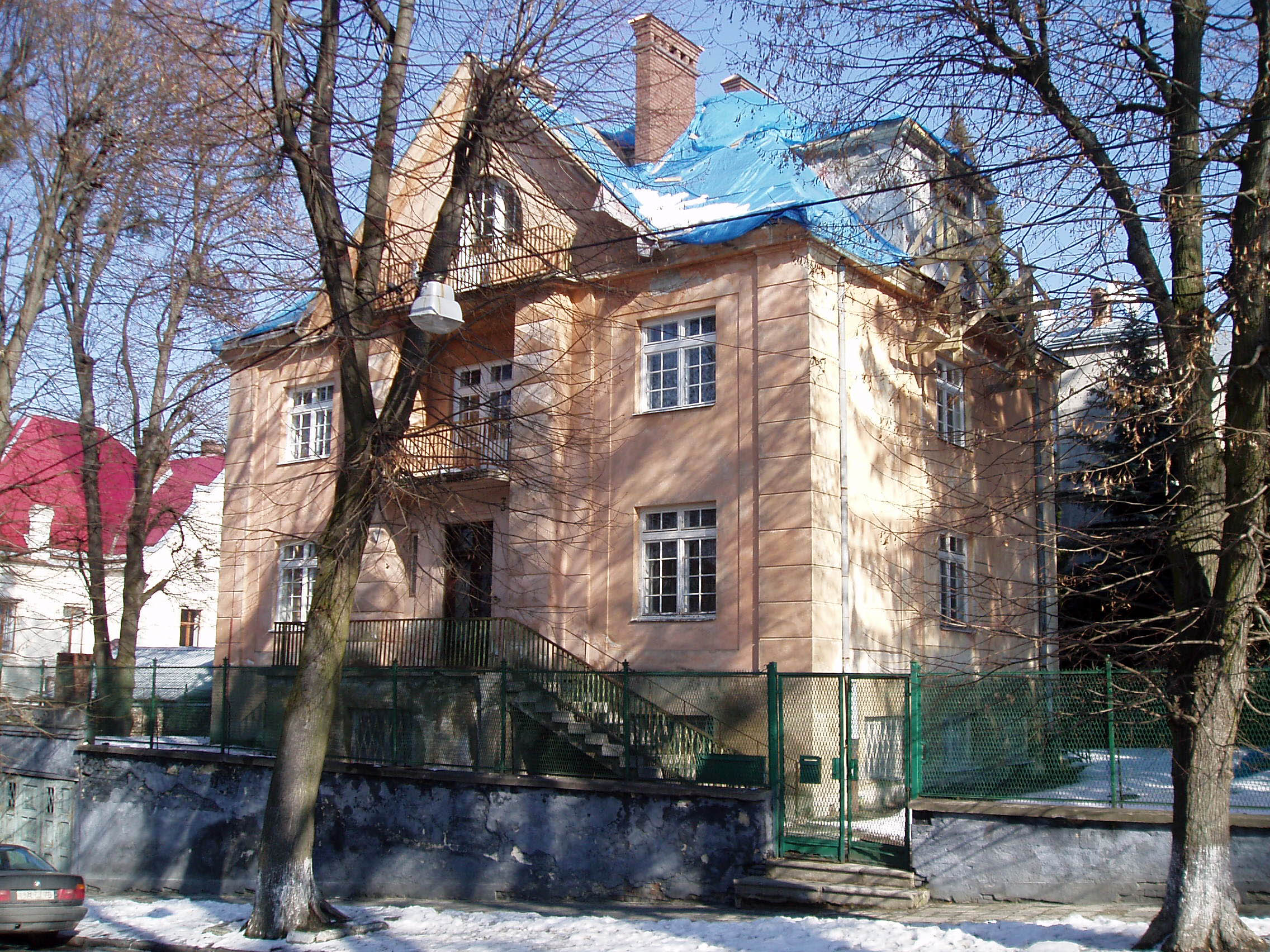
Будинок № 3
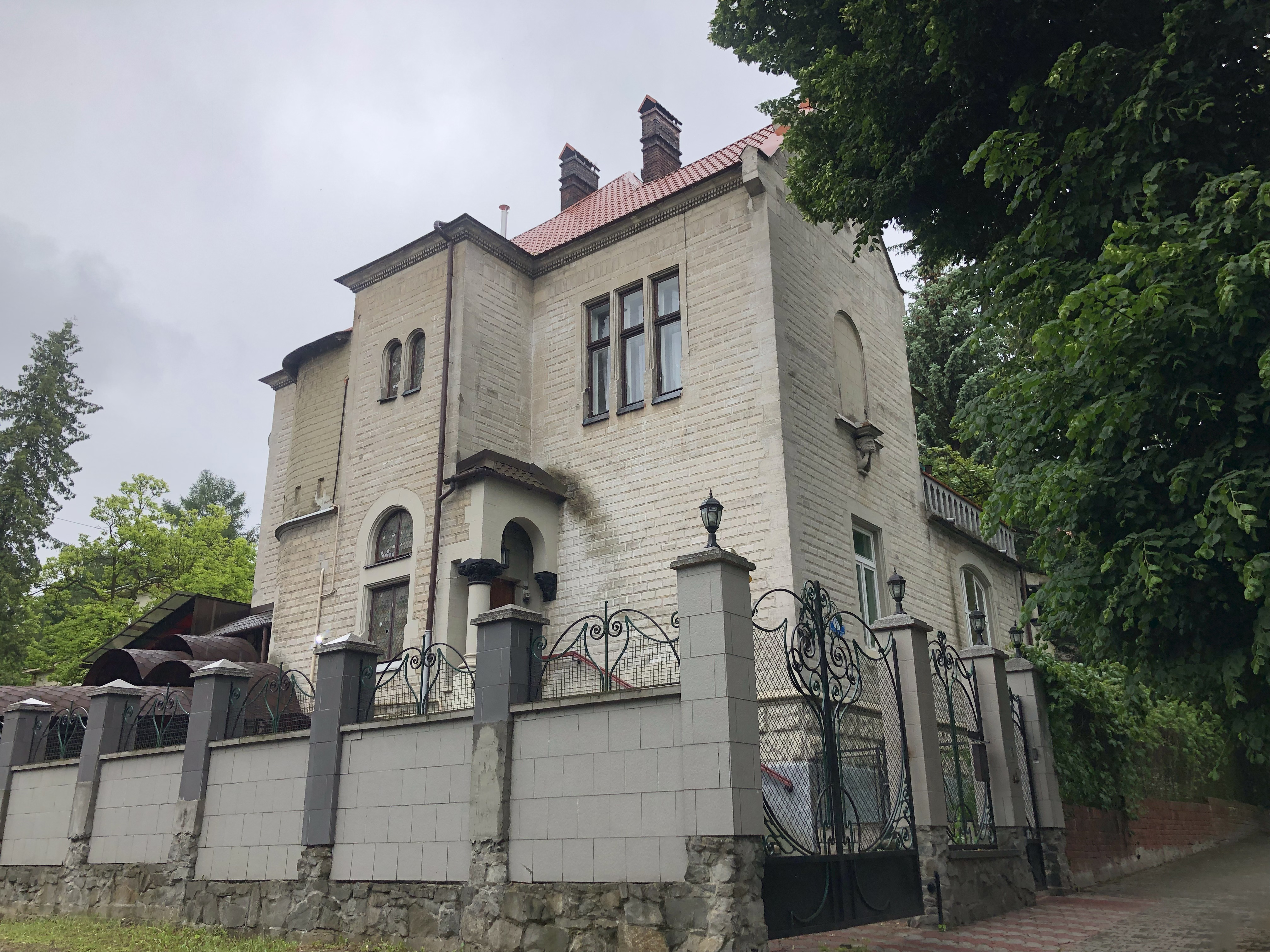
Будинок № 5
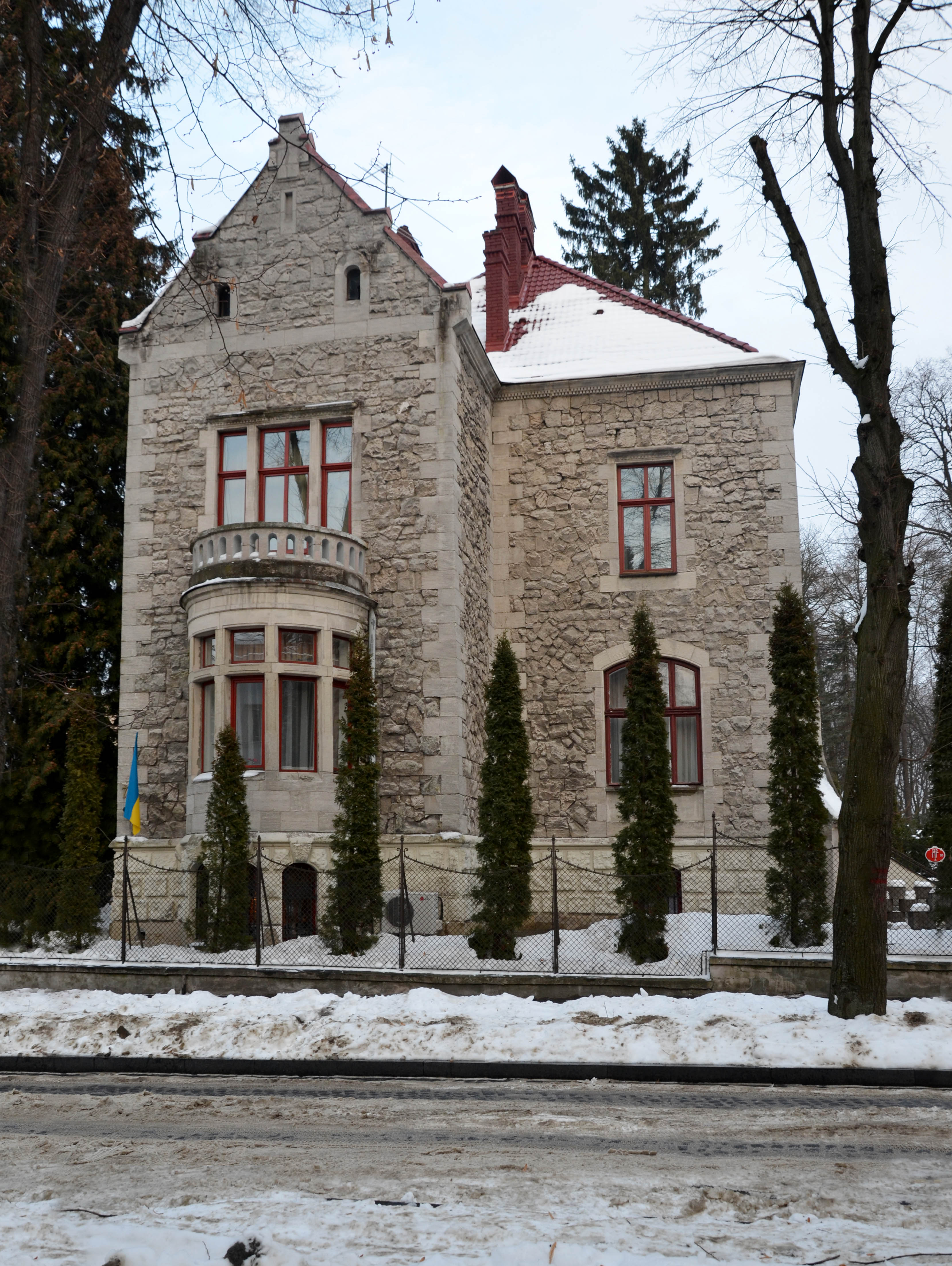
Будинок № 7
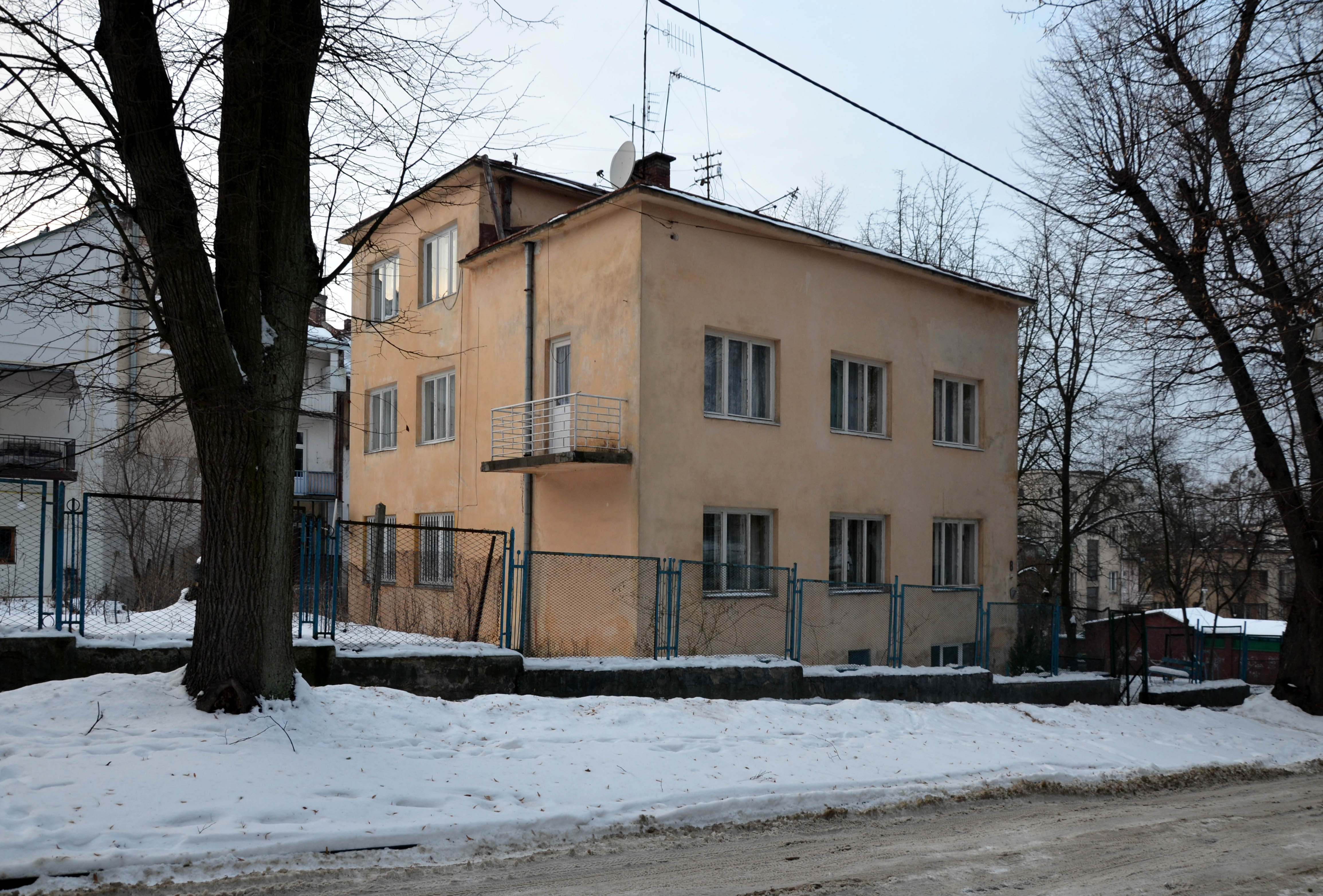
Будинок № 8
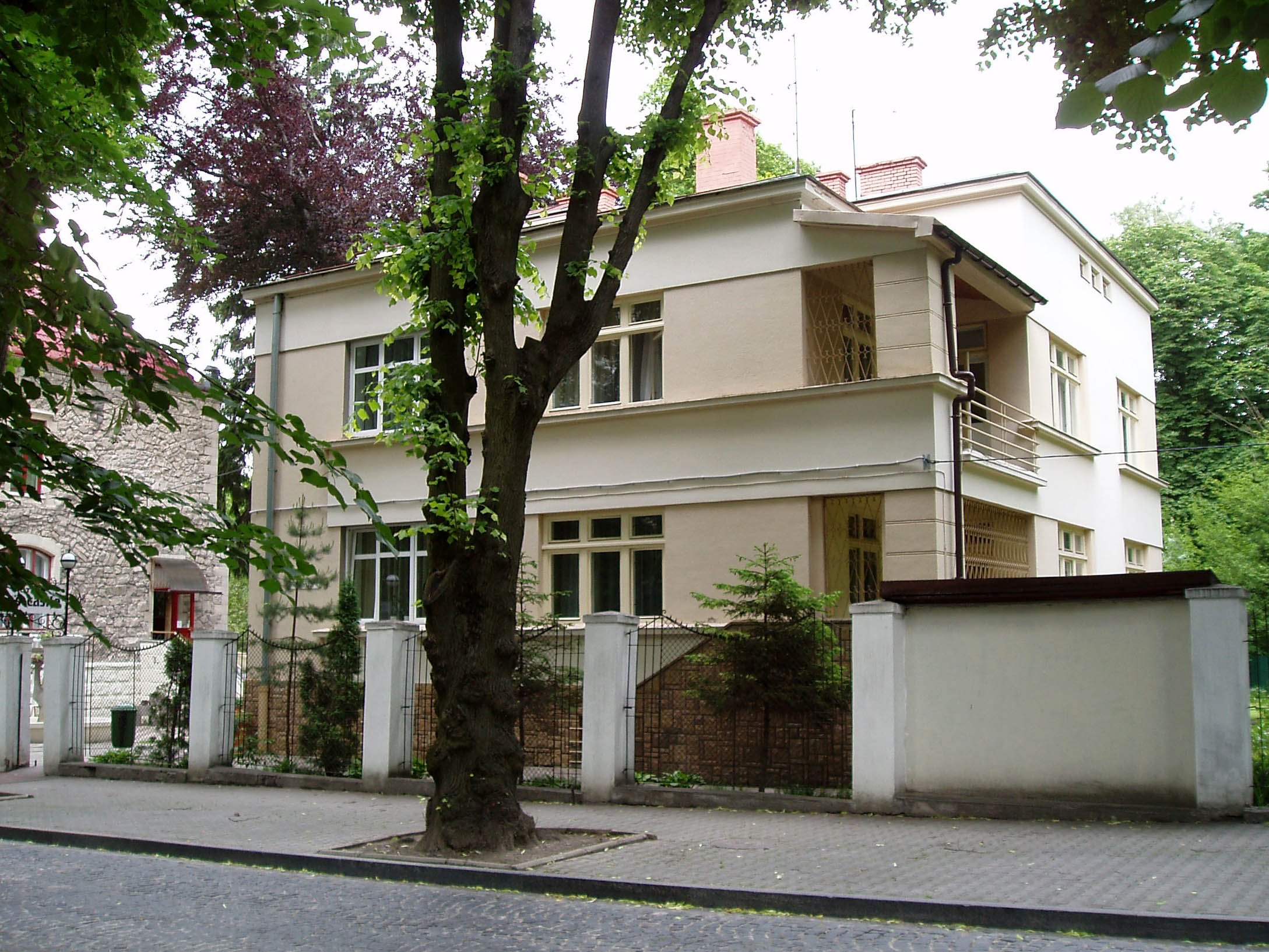
Будинок № 9
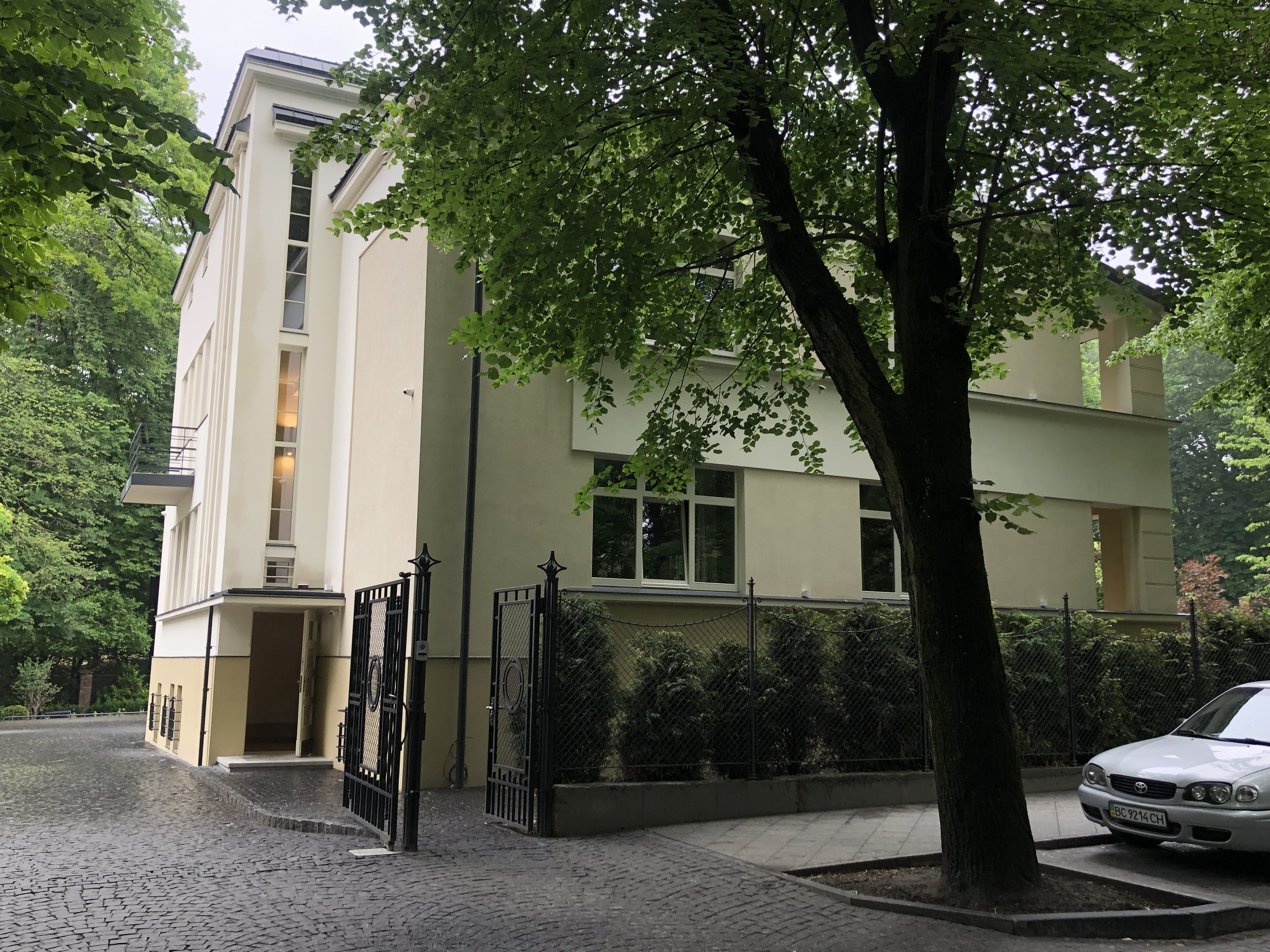
Будинок № 9
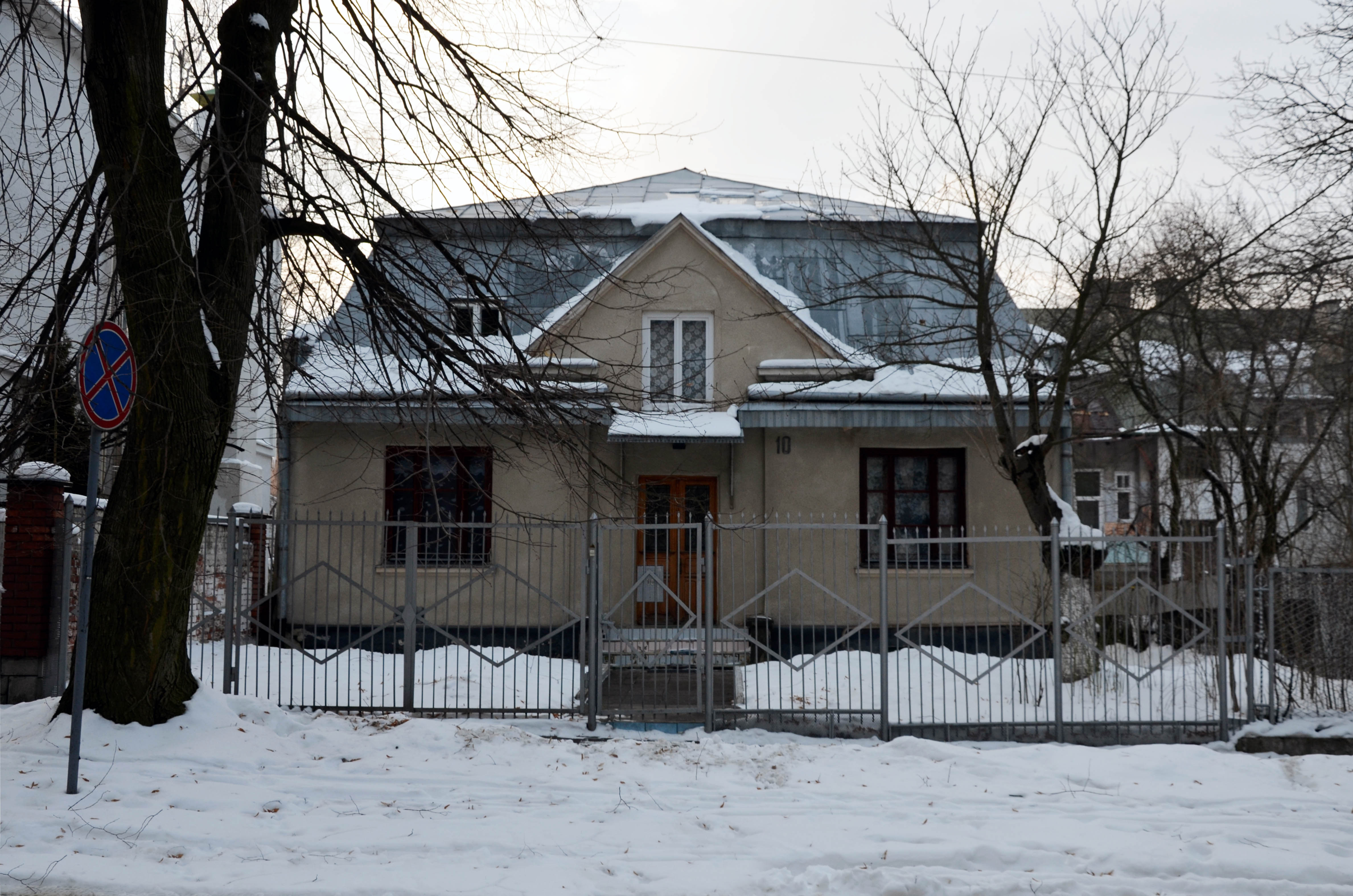
Будинок № 10
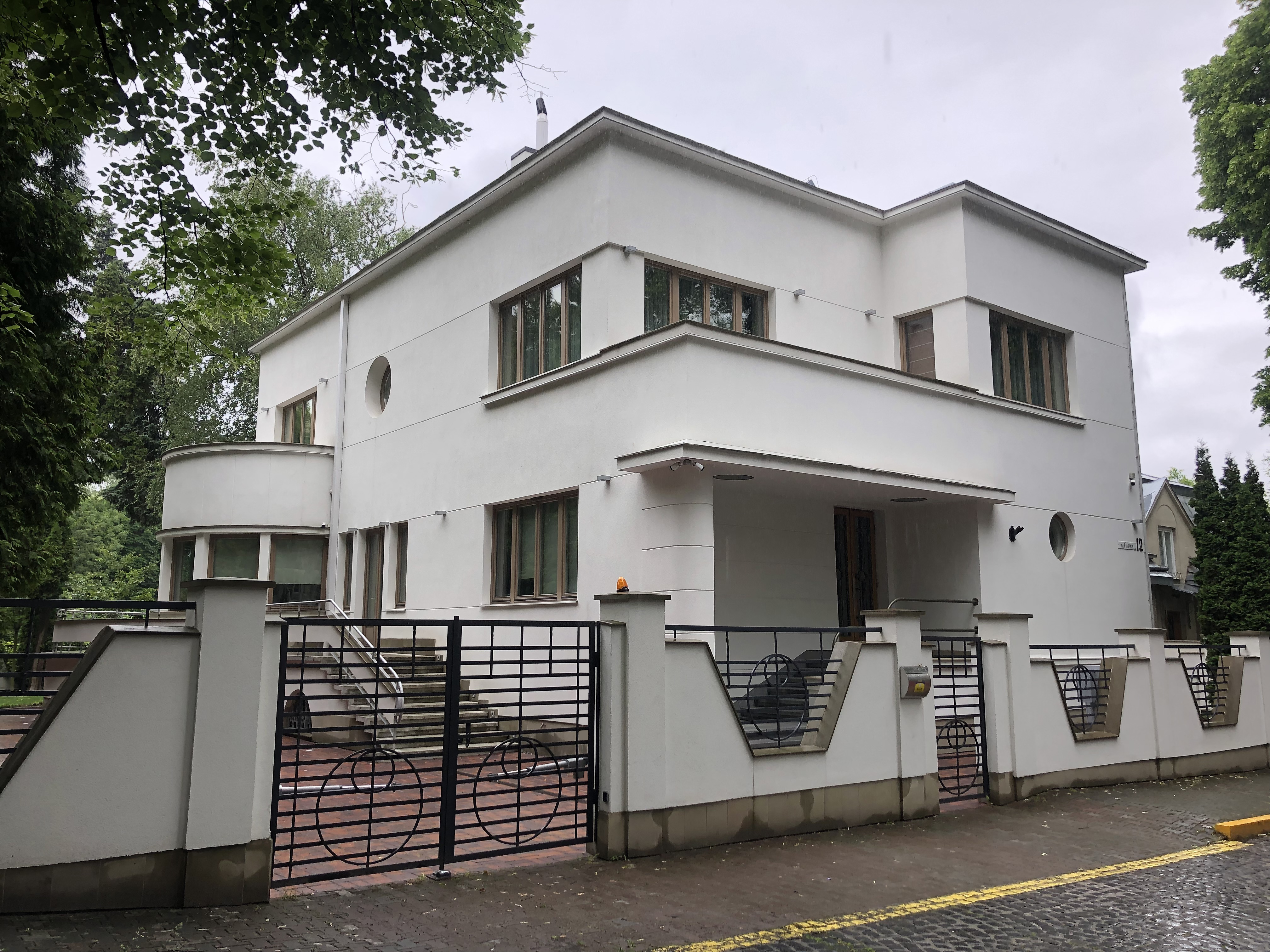
Будинок № 12